# Ramphotyphlops cumingii
Ramphotyphlops cumingii — вид змій родини сліпунів (Typhlopidae). Ендемік Філіппін. Вид названий на честь англійського натураліста і колекціонера Г'ю Камінґа.

## Поширення і екологія
Ramphotyphlops cumingii мешкають на островах Бохоль, Маріндук, Мінданао, Негрос, Панай і Полілло. Вони живуть у вологих тропічних лісах на низьких і середніх висотах, серед епіфітних папоротей.